# Estrimo
En la mitología griega, Estrimo (en griego antiguo: Στρυμώ) es una ninfa, hija del oceánida Escamandro. La tradición homérica la convierte en la esposa de Laomedonte y, por tanto, en la madre de Príamo.
No debe confundirse con otra deidad fluvial, el dios-río Estrimón (en griego antiguo: Στρυμών), río de Tracia.